# وینا (نیوجرسی)
وینا (به انگلیسی: Vienna) یک منطقهٔ مسکونی در ایالات متحده آمریکا است که در ایندپندنس، نیوجرسی واقع شده‌است. وینا ۷٫۵۹۸ کیلومتر مربع مساحت و ۹۸۱ نفر جمعیت دارد و ۱۹۲ متر بالاتر از سطح دریا واقع شده‌است.